# Lily Tomlin

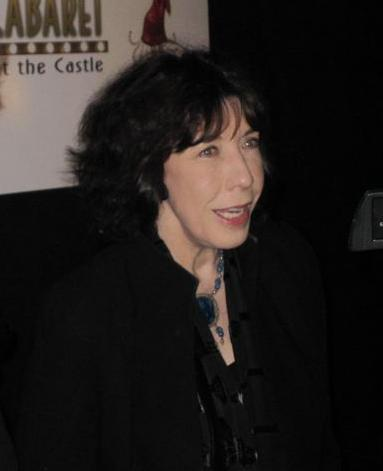
Lily Tomlin.

Lily Tomlin (nascida Mary Jean Tomlin; Detroit, 1 de setembro de 1939), é uma atriz, comediante, escritora, cantora, e produtora estadunidense.
Ao longo de sua carreira, Lily Tomlin, conquistou seis Emmy, um Grammy, dois Tony, um Urso de Prata no Festival de Berlim, pelo filme “The Late Show”, além de receber uma indicação ao Oscar pelo filme Nashville, de Robert Altman. A atriz também foi aclamada pela crítica pelo seu trabalho na série de grande sucesso Grace and Frankie, onde estrelou ao lado de Jane Fonda, para a Netflix.

## Filmografia
- Homem-Aranha no Aranhaverso (2018)
- Grace and Frankie (2015-presente)
- Aprendendo com a Vovó (2015)
- Stars in Shorts (2012)
- A Pantera Cor de Rosa 2 (2009)
- O Acompanhante (2007)
- A Última Noite (2006)
- Lucas - Um Intruso no Formigueiro (2006)
- Huckabees - A Vida é uma Comédia (2004)
- Correndo Atrás do Diploma (2002)
- Duas Vidas (2000)
- Chá com Mussolini (1999)
- Get Bruce (1999)
- Procurando Encrenca (1996)
- Meu Vizinho Suspeito (1996)
- A Família Buscapé (1993)
- Short Cuts - Cenas da Vida (1993)
- E a vida continua (1993)
- Neblina e Sombras (1992)
- O Jogador (1992)
- Cuidado com as Gêmeas (1988)
- Um Espírito Baixou em Mim (1984)
- A Incrível Mulher Que Encolheu (1981)
- Como Eliminar seu Chefe (1980)
- A cada Momento (1978)
- The Late Show (1977)
- Nashville (1975)